# استون تیرولد
استون تیرولد (به انگلیسی: Aston Tirrold) یک روستا و محله مدنی در بریتانیا است که در آکسفوردشر جنوبی واقع شده‌است. استون تیرولد ۷٫۶۹ کیلومتر مربع مساحت و ۳۷۳ نفر جمعیت دارد.